# C'est dur d'être un homme : Intellectuellement vôtre
Série C'est dur d'être un homme
C'est dur d'être un homme : Un parapluie pour deux
(1974) C'est dur d'être un homme : La Libellule rouge
(1976)
Pour plus de détails, voir Fiche technique et Distribution.
C'est dur d'être un homme : Intellectuellement vôtre (男はつらいよ 葛飾立志篇, Otoko wa tsurai yo: Katsushika risshihen) est un film japonais réalisé par Yōji Yamada et sorti en 1975. C'est le 16e film de la série C'est dur d'être un homme.

## Synopsis
Dans un saloon, quelque part en Amérique, un gangster s'en prend à une jeune chanteuse, vite secourue par le fameux hors-la-loi Tiger Kid. Celui-ci est son frère mais refuse de la reconnaître. Tout ceci est en réalité un rêve de Torajirō, qui s'était endormi sur un chariot. 
Revenant dans la boutique de sa famille à Tokyo, il y trouve une jeune fille de passage, Junko, qui croit être sa fille parce qu'il a envoyé longtemps des lettres à sa mère avec un peu d'argent. Il la détrompe : il a en effet connu sa mère autrefois, mais leur relation est restée platonique et Junko était d'ailleurs déjà née.
Torajirō va voir un prêtre dans un temple, qui lui conseille, malgré son âge, d'améliorer son éducation afin de « se connaître lui-même ». Torajirō achète des lunettes en croyant que c’est nécessaire pour s'éduquer et  revient à la boutique alors qu'une jeune archéologue, Reiko, vient de s'installer dans une chambre louée à l'étage. Elle accepte de lui donner des cours d'histoire ; toutefois c’est surtout lui qui apprend à Reiko des histoires fantastiques comme il sait les raconter. 
Torajirō tombe plus ou moins amoureux de Reiko, mais celle-ci reçoit une lettre d'un professeur d'université, archéologue comme elle, qui lui demande sa main. Torajirō reprend alors la route, sans savoir que Reiko a en fait, non sans hésitation, refusé la demande en mariage. Sakura, sa demi-sœur, court après Torajirō mais ne parvient pas à le rattraper avant le départ de son train.

## Fiche technique
- Titre : C'est dur d'être un homme : Intellectuellement vôtre[1]
- Titre original : 男はつらいよ 葛飾立志篇 (Otoko wa tsurai yo: Katsushika risshihen?)
- Réalisation : Yōji Yamada
- Scénario : Yoshitaka Asama, Yōji Yamada
- Photographie : Tetsuo Takaha (ja)
- Montage : Iwao Ishii (ja)
- Musique : Naozumi Yamamoto
- Décors : Mitsuo Degawa
- Producteur : Kiyoshi Shimazu et Tōru Najima
- Société de production : Shōchiku
- Pays de production :  Japon
- Langue originale : japonais
- Format : couleur — 2,35:1 — 35 mm — son mono
- Genres : comédie dramatique ; romance
- Durée : 100 minutes[2] (métrage : huit bobines - 2 718 m[2])
- Dates de sortie :
  - Japon : 17 décembre 1975[2]

## Distribution
- Kiyoshi Atsumi : Torajirō Kuruma / Tora-san / Tiger Kid (rêve de Tora-san)
- Chieko Baishō : Sakura Suwa, sa demi-sœur
- Masami Shimojō (ja) : Ryūzō Kuruma, son oncle
- Chieko Misaki (ja) : Tsune Kuruma, sa tante
- Gin Maeda (en) : Hiroshi Suwa, le mari de Sakura
- Hayato Nakamura : Mitsuo Suwa, le fils de Sakura et de Hiroshi
- Fumie Kashiyama (en) : Reiko Kakei
- Junko Sakurada : Junko Mogami
- Masakane Yonekura (ja) : le policier de quartier Todoroki
- Keiju Kobayashi  : l'archéologue Tadokoro
- Hideji Ōtaki : le prêtre du temple Jion-ji
- Yoshio Yoshida (ja) : le chef des mexicains au saloon (rêve de Tora-san)
- Hisao Dazai (ja) : Umetarō Katsura, le voisin imprimeur
- Gajirō Satō (ja) : Genko
- Chishū Ryū : Gozen-sama, le grand prêtre